# Saiddy Bamba
Saiddy Bamba é uma banda brasileira de pagode formada em 1998 em Salvador, Bahia.

## Carreira
Foi criada em 26 de maio de 1999 por uma dissidência de outra banda do mesmo estilo musical. Recebeu relativa cobertura de veículos de comunicação de massa, fazendo sucesso em seu estado de origem, bem como realizando shows em capitais de outros estados, tais como Brasília, Aracaju, Recife, e São Paulo. Tornaram-se conhecidos nacionalmente com a canção "Sim Sim Sim, Não Não Não" no verão de 2012.

## Integrantes

### Atuais
- John John Miranda - vocais (2016–presente)
- Titio Estrela - backing vocals e cavaco
- Fabinho Duarte - backing vocals e percussão
- Thiago Drack - dançarino
- Keny - dançarino

### Ex-integrantes
- Alex Maxx - vocais (1998–2016)
- Fabrício Matos - backing vocals
- Linemar dos Santos - guitarra
- Rafael dos Santos - baixo
- Lucas Batera - bateria
- Franciskey Boary - teclado
- Fábio Pitty - percussão
- Vado - percussão
- Toninho - percussão
- Bambado - percussão
- César do Pam - percussão
- Neko - saxofone
- Reno - trompete
- Edney Ipojucam - trombone
- Léo Kret - dançarina
- Kleber Ykaro - dançarino